# Списак места Светске баштине у Јерменији
Организација Уједињених нација за образовање, науку и културу (УНЕСKО) означава места Светске баштине од изузетне универзалне вредности за културну или природну баштину која су номиноване од стране земаља потписница Конвенције о Светској баштини УНЕСКО-а, установљене 1972. године. Културно наслеђе се састоји од споменика (као што су архитектонска дела, монументалне скулптуре или натписи), групе зграда и локалитета (укључујући археолошка налазишта). Природне карактеристике (које се састоје од физичких и биолошких формација), геолошке и физиографске формације (укључујући станишта угрожених врста животиња и биљака) и природни локалитети који су важни са становишта науке, очувања или природне лепоте, дефинишу се као природне наслеђе. Јерменија је прихватила Конвенцију о светској баштини УНЕСКО-а 5. септембра 1993. године, чиме су њена историјска места постала подобна за укључивање на листу.
У Јерменији се налази три локалитета који су уписани на Листу светске баштине, и сви су религиозни локалитети. Први објекат који је уписан на списак у Јерменији био је манастир Хагпат 1996. године. Године 2000. локалитет је проширен и укључен је манастир Санахин. Такође 2000. године, додата су два даља објекта, Катедрала и цркве Ечмијадзин заједно са археолошким локалитетом Звартноц, као и манастир Гегард и Горња долина реке Азат. Све три локације су културног типа. На привременом списку налази се још седам локација.

## Локалитети
УНЕСКО наводи локалитете под десет критеријума; сваки унос мора да испуњава бар један од критеријума. Критеријуми од I до VI су културни, а од VII до X су природни.
| Име места                                                   | Фотографија                                              | Локација | Година уписа | Подаци УНЕСКО-а          | Опис |
| ----------------------------------------------------------- | -------------------------------------------------------- | -------- | ------------ | ------------------------ | --- |
| Манастири Хагпат и Санахин                                  | Haghbat Monastery, church buildings in stone             | Лори     | 1996.        | 777bis; ii, iv (култура) | Манастири Хагпат и Санахин изграђени су у другој половини X века под покровитељством краљице Хосровануш, супруге краља Ашота III. Додатне зграде у оба комплекса изграђене су до XIII века. Архитектонски, манастири комбинују елементе византијске црквене архитектуре са локалним регионалним стиловима из Кавказа. Манастир ХаГпат (на фотографији) уписан је као локалитет светске баштине 1996. године, док је манастир Санахин додат 2000. године.         |
| Манастир Гегард и горња долина реке Азат                    | A church in Armenian style                               | Котајк   | 2000.        | 960; ii (култура)        | Манастир Гегард се налази у клисури реке Азат. Према традицији, манастир је основао Свети Григорије Просветитељ у IV веку. Ово се поклапа са увођењем хришћанства као државне религије у Јерменији. Главни комплекс потиче из XIII века. Он обухвата цркве исклесане у стенама, гробнице, стамбене ћелије и неколико хацкчара (јерменских меморијалних стела са украшеним крстовима). Манастир је био важно црквено и културно средиште средњовековне Јерменије. |
| Катедрала и цркве Ечмијацин и археолошки локалитет Звартноц | Etchmiadzin Cathedral, a large building complex in stone | Армавир  | 2000.        | 1011; ii, iii (култура)  | Овај локалитет обухвата цркве које илуструју еволуцију и развој јерменске црквене архитектуре. Цркве у Ечмијацину (данас познатом као Вагаршапат) укључују Ечмијацинску катедралу (основану 301. године, на фотографији), цркву Светог Гајане (630), цркву Свете Хрипсиме (618), и цркву Шогакат (изграђену 1694. године на месту капеле из IV века). Црква Звартноц изграђена је у 7. веку, али је уништена у X веку, вероватно услед земљотреса.               |

## Тентативна листа
Поред локалитета уписаних на Листу светске баштине, државе чланице могу да одржавају листу пробних локација које могу да размотре за номинацију. Номинације за Листу светске баштине се прихватају само ако је локација претходно била наведена на тентативној листи. Јерменија има седам добара на својој прелиминарној листи.
| Име места                                                        | Фотографија                                                                    | Локација   | Година уписа | Подаци УНЕСКО-а                   | Опис |
| ---------------------------------------------------------------- | ------------------------------------------------------------------------------ | ---------- | ------------ | --------------------------------- | --- |
| Археолошко налазиште града Двин                                  | Ancient stone capital with fern-like relief at the archaeological site of Dvin | Арарат     | 1995.        | ii, iii, vi (култура)             | Краљ Хосров III изградио је палату у Двину у IV веку, како би служила као престоница Јерменије и седиште католикоса. Током сасанидског периода и под калифатом, Двин је био регионална престоница. У XIII веку уништили су га Монголи. |
| Базилика и археолошко налазиште Јерерука                         | The ruins of Yererouk Basilica                                                 | Ширак      | 1995.        | iii, iv, vi (култура)             | Базилика је изграђена у IV веку нове ере и један је од најранијих хришћанских споменика у Јерменији. Оштећена је у земљотресу у XVII веку и данас је у рушевинама. |
| Манастир Нораванк и горња долина Амагу                           | Stone church building, mountains in the background                             | Вајотс Џор | 1995.        | i, iii, vi, vii, ix (помешано)    | Манастир потиче из XIII века и налази се у кањону реке. Поједине зграде у комплексу пројектовао је архитекта Момик. |
| Манастири Татев и Татеви Анапат и суседне области долине Воротан | Stone church building on a cliff, look from above                              | Сјуник     | 1995.        | i, ii, iv, vi, vii, ix (помешано) | Манастир Татев, који датира од IX до XIII века, налази се изнад кањона Воротан, док се манастир Татеви Анапат из XVII века налази на дну долине. Кањон, дубок 850 метара (2.790 стопа), најдубљи је у Јерменији. |
| Вишапи и културни пејзаж Тиринкатара                             | Several stone stele and trees in the background                                | Арагацотн  | 2024.        | ii, iii, vi (култура)             | Вишапи су праисторијски стубови пронађени на јерменским висоравнима. Главно налазиште ових камених стубова је Тиринкатар, који је сезонски насељаван већ у VI миленијуму пре нове ере, што га чини једним од најстаријих археолошких локалитета у високим планинама. Због неколико монументалних стубова, локалитет је вероватно био култни центар. Постоје три типологије вишапских камених стубова: типови са биком, са рибом и хибридни.                              |
| Археолошки комплекс Гарни и „Базалтна оргуља“ (стубасти спојеви) | A reconstructed Hellenistic temple in a snow-covered landscape                 | Котајк     | 2025.        | iii, iv, vii, viii (помешано)     | Гарни је од насеља из бронзаног доба развијен у важно урартско средиште и касније је имао везе са грчко-римским светом, што илуструје храм у Гарнију (на фотографији), хеленистички храм из I века нове ере посвећен Митри. Храм је срушен у земљотресу 1679. године, али је реконструисан у XX веку. Са природног аспекта, кањон Гарни је значајан због базалтних стубова и богатог биљног света, захваљујући положају између Кавказа и сувог јермено-иранског региона. |
| Урартско наслеђе Јеревана                                        | Remains of ancient fortress walls                                              | Јереван    | 2025.        | ii, iii, iv (култура)             | Урарту, под краљем Аргиштијем I, било је велика сила у региону у VIII веку пре нове ере. Номинација обухвата неколико урартских локалитета у Јеревану, који датирају од VIII до VI века пре нове ере. Укључују тврђаву Еребуни (на фотографији), Кармир Блур и Бианијанску гробницу. |